# إمبتي نيست
إمبتي نيست (بالإنجليزية: Empty Nest)‏ هو مسلسل كوميديا الموقف تم إنتاجه في الولايات المتحدة. بدأ عرضه في سنة 1988. عرض على هيئة الإذاعة الوطنية. بلغ عدد مواسم المسلسل 7 مواسم، بلغ عدد حلقاته 170 حلقة، وتبلغ مدة الحلقة الواحدة 24 دقيقة. المسلسل من تأليف سوزان هاريس، وهو من إخراج هال كوبر ودوغ سمارت. تم بث المسلسل لأول مرة بتاريخ 8 أكتوبر 1988 بينما تم بث آخر حلقة منه بتاريخ 29 أبريل 1995. من بطولة ريتشارد موليجان، كريستي مانيتشول ودينا مانوف.

## روابط خارجية
- إمبتي نيست على موقع IMDb (الإنجليزية)
- إمبتي نيست على موقع ميتاكريتيك (الإنجليزية)
- إمبتي نيست على موقع روتن توميتوز (الإنجليزية)
- إمبتي نيست على موقع كينوبويسك (الروسية)
- إمبتي نيست على موقع قاعدة بيانات الفيلم (الإنجليزية)